# Матвеевцы (Гродненская область)
Матвеевцы (бел. Мацве́еўцы) — агрогородок в Волковысском районе Гродненской области Белоруссии. В составе Изабелинского сельсовета.

## География
Пролегает трасса Р44 и дороги Н6289, Н6299, Н7011.
Ближайшие населённые пункты Павловщина, Хоружанцы и др.

### Гидрография
Река Хоружевка.

## История
В 1796 году принадлежала Михалу Грабовскому, генерал-лейтенанту войск Речи Посполитой.
В 1905 году в Изабелинской волости Волковысского уезда Гродненской губернии.
В 1914 году 42 двора, 265 жителей. В марте 1940 года организован колхоз имени Сталина. С 1960 года центр колхоза "Красный Октябрь", ныне СПК ”Матвеевцы".
В 1947 году здесь родилась Людмила Петруль — белорусская художница, педагог и поэтесса.

Слева направо: Наталья Шлеведа (Петруль), Любовь Александровна Петруль, Иван Иосифович Петруль (житель деревни Матвеевцы, ветеран ВОВ, награжден Медалью "За Отвагу"), Максим Петруль. Матвеевцы, 1987 г.

В 2009 году деревня Матвеевцы преобразована в агрогородок.

## Население

### Численность
- 2009 год — 581 жителей

### Динамика
- 1905 год — 297 жителей[3]
- 2004 год — 614 жителей, 220 дворов
- 2007 год — 630 жителей
- 2009 год — 581 жителей (перепись населения)[3]

## Инфраструктура
Расположены отделение связи, средняя школа, детский сад, врачебная амбулатория, Дом культуры, библиотека, филиал Изабелинской музыкальной школы, торговые объекты.

## Культура
- Дом культуры
- Музей

## Достопримечательность
- Фрагменты имения XIX века.
- Братская могила советских воинов — в 0,5 км к западу от деревни. В 1948 году установлен обелиск.
- Братская могила советских воинов, памятник землякам в центре деревни, в сквере. В 1965 году на могиле установлен памятник — скульптура воина.

## Галерея

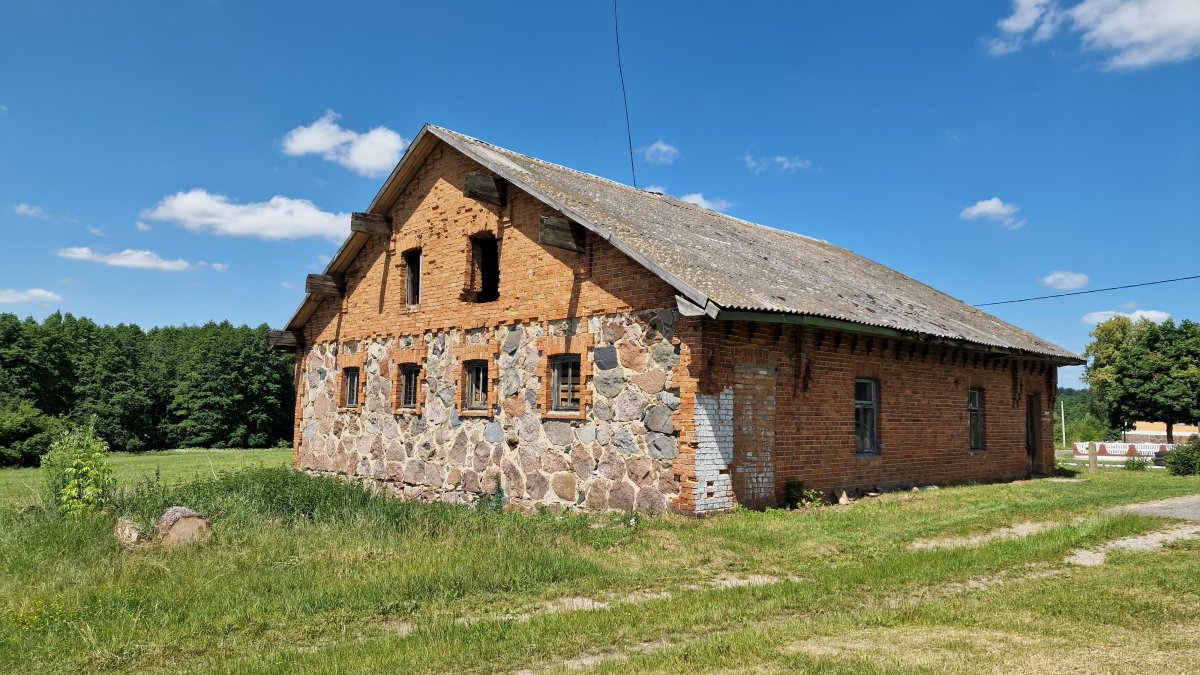
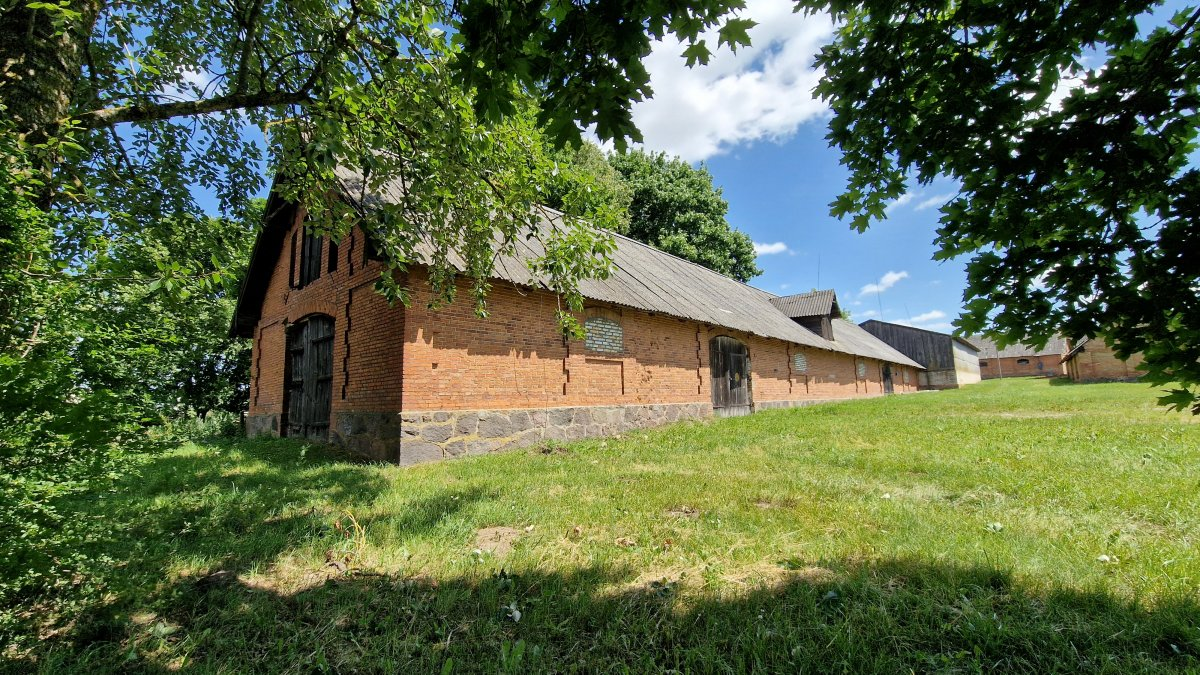
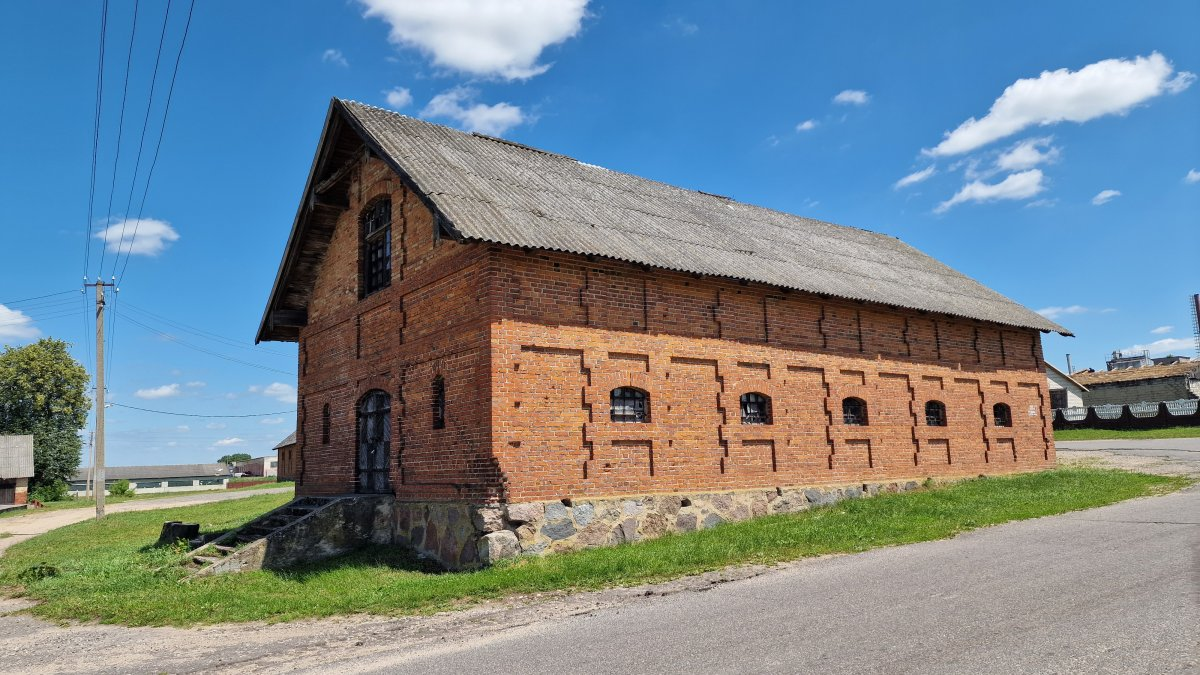
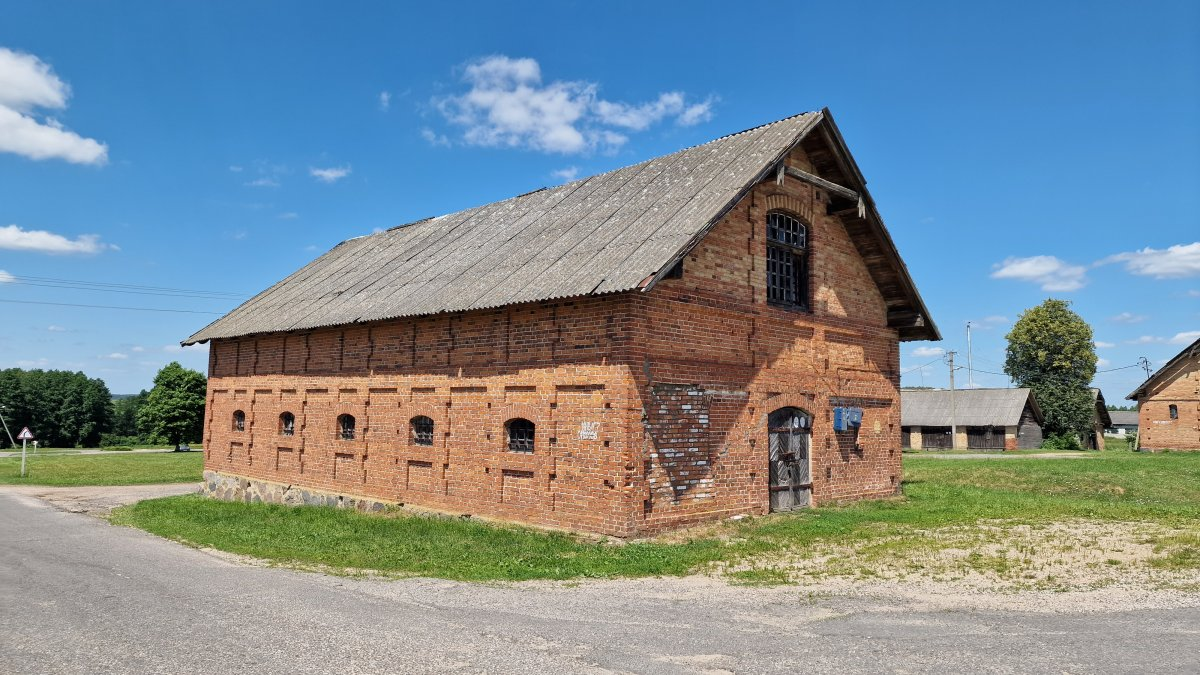
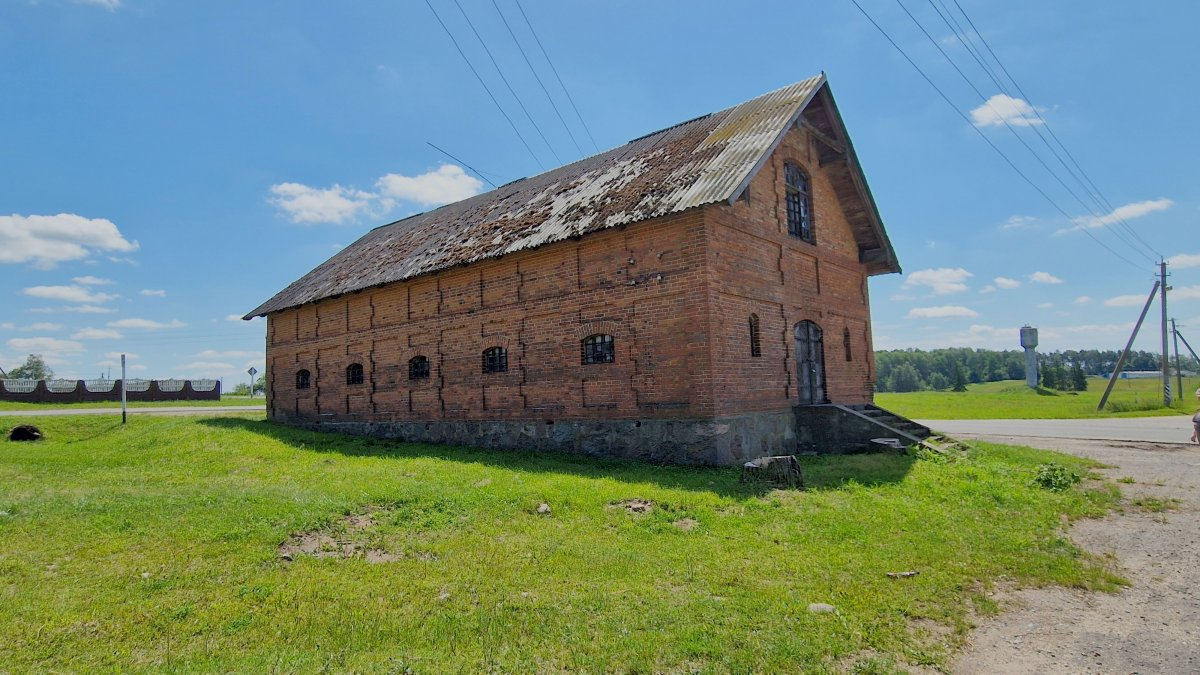
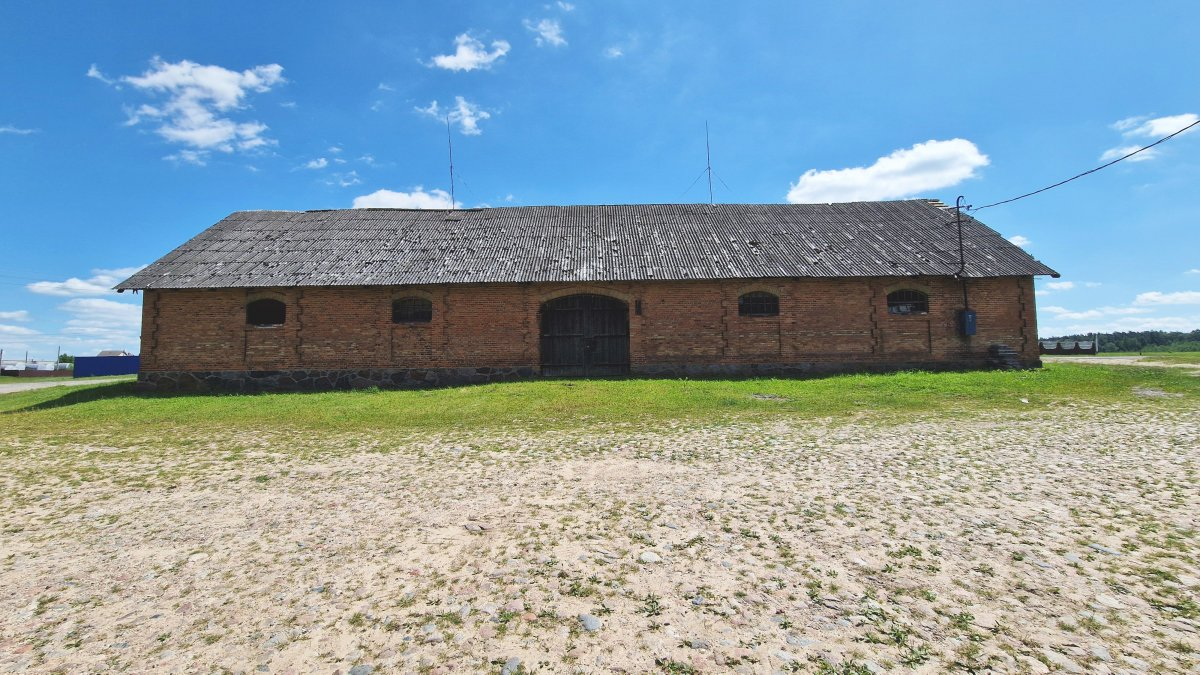
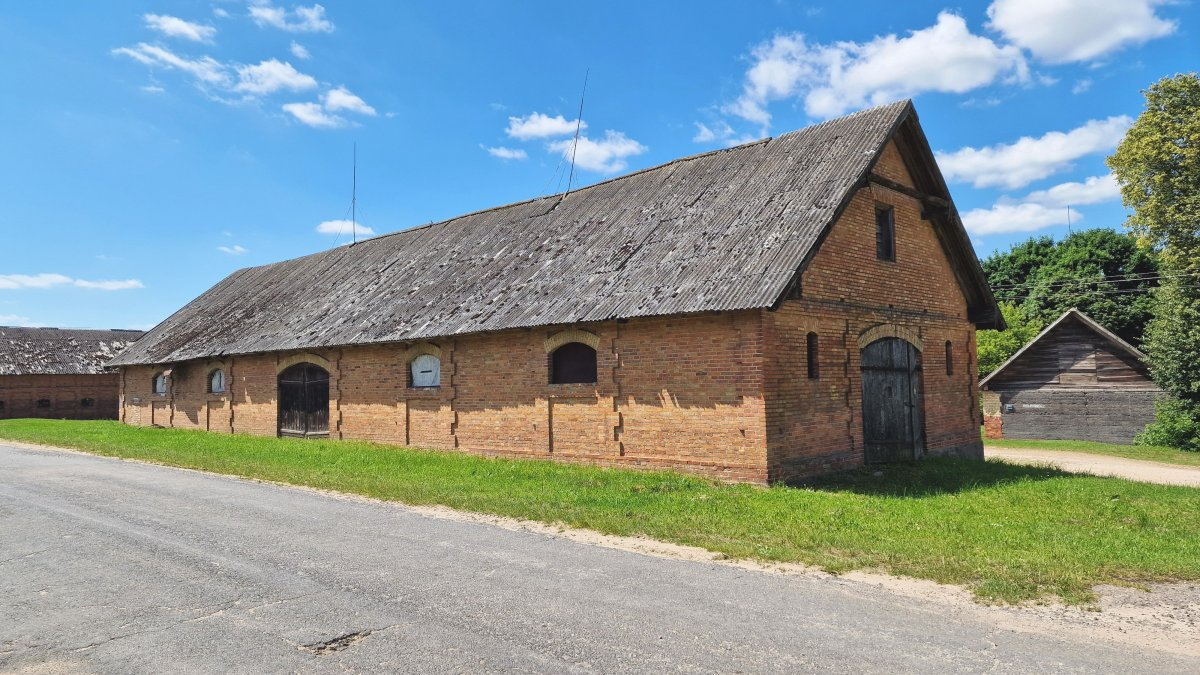